# Okres Krasnystaw
Okres Krasnystaw (polsky Powiat krasnostawski) je okres v polském Lublinském vojvodství. Rozlohu má 1067,18 km² a v roce 2020 zde žilo 62 552 obyvatel. Sídlem správy okresu je město Krasnystaw.

## Gminy
Městská:
- Krasnystaw

Městsko-vesnická:
- Izbica

Vesnické:
- Fajsławice
- Gorzków
- Krasnystaw
- Kraśniczyn
- Łopiennik Górny
- Rudnik
- Siennica Różana
- Żółkiewka

## Města
- Izbica
- Krasnystaw

## Sousední okresy
| Růžice kompasu | Świdnik  | Łęczna           | Chełm  | Růžice kompasu |
| Růžice kompasu | Lublin   | Sever            | Chełm  | Růžice kompasu |
| Růžice kompasu | Lublin   | Okres Krasnystaw | Chełm  | Růžice kompasu |
| Růžice kompasu | Lublin   | Jih              | Chełm  | Růžice kompasu |
| Růžice kompasu | Biłgoraj | Zamość           | Zamość | Růžice kompasu |